# Pierre Chassigneux
Pierre Claude Georges Chassigneux, né le 25 décembre 1941 à Neuilly-sur-Marne et mort le 22 janvier 2024 à Paris, est un haut fonctionnaire et dirigeant d'entreprises français.

## Biographie

### Famille et formations
Pierre Chassigneux est le fils de parents docteurs en médecine.
Le jeune Pierre suit ses études au lycée Marcelin-Berthelot, au lycée Louis-le-Grand, à la faculté de droit de Paris, à l'Institut d'études politiques de Paris et à l'ENA.

### Carrière administrative
Pierre Chassigneux rentre comme administrateur civil au ministère de l'Intérieur en 1969 et devient sous-préfet et directeur de cabinet du préfet du Tarn la même année, puis de celui de Seine-et-Marne en 1971.

### Haut fonctionnaire
Pierre Chassigneux est nommé secrétaire général de l'Orne en 1976, puis de la Manche en 1977. Directeur adjoint de cabinet du préfet de police Pierre Somveille en 1980, il est successivement nommé préfet de la Nièvre en 1982, directeur central des renseignements généraux en 1983, préfet et commissaire de la République de l'Oise en 1986, préfet de la Gironde et de la région Aquitaine en 1988.

### Cabinet présidentiel
De juillet 1992 à mai 1995, Pierre Chassigneux est directeur de cabinet de François Mitterrand, alors président de la République.

### Carrière privée
À la suite du départ de Mitterrand de l'Élysée en 1995, Pierre Chassigneux est président de l'Association technique de l'importation charbonnière (ATIC) de 1995 à 2001, et supervise la privatisation de la Compagnie française de navigation rhénane (CFNR). Pierre Chassigneux devient président du conseil d'administration d'Aéroports de Paris en 2001, au lendemain des attentats du 11 septembre, avec comme objectif de muscler la sécurité des aéroports.
Puis il prend la présidence du conseil d’administration de la Société des autoroutes du Nord et de l'Est de la France (SANEF) à partir de 2003, succédant à Pierre Chantereau. Il devient vice-président de l'Association des sociétés françaises d'autoroutes et d'ouvrages à péages (AFSA) et trésorier de l'Institut François-Mitterrand.
En 2007, cette « vieille connaissance » d'André Rousselet, propriétaire de l'une des toutes premières compagnies de taxis parisiens, la G7, est chargé d'une mission sur « la profession des taxis » par le Premier ministre François Fillon. Il deviendra par la suite président des Taxis bleus, entreprise également possédée par André Rousselet.
En avril 2010, il est reconduit à la présidence de la SANEF. Il quitte cette fonction en décembre 2011.
Alors à la tête des Taxis bleus, il combat la montée en puissance des VTC,.
Pierre Chassigneux meurt le 22 janvier 2024 à Paris à l’âge de 82 ans.